# Lisa Sauermann
Lisa Sauermann (n. en Dresde, Alemania, 25 de septiembre de 1992) es una matemática alemana conocida por su desempeño en la Olimpiada Internacional de Matemática, en donde obtuvo la puntuación más alta en la edición del 2011 y se convirtió en la persona con la mejor participación en la historia de dicho evento hasta ese momento.

## Biografía
Obtuvo su cuarta medalla de oro en la Olimpiada Internacional de Matemática (IMO) realizada entre el 16 y el 23 de julio de 2011 en Ámsterdam, Países Bajos. En ese torneo compitieron 560 jóvenes menores de 20 años de 101 países y fueron 54 los galardonados con medalla de oro. Fue la única persona con la máxima puntuación (42 puntos sobre 42 posibles).
Había obtenido la medalla de plata en su primera participación en 2007, con tan solo 14 años, y la de oro en las tres ediciones siguientes de 2008, 2009 y 2010. Si bien otros participantes obtuvieron 4 medallas de oro en sucesivas presentaciones, ninguno tuvo además una medalla de plata, por lo que en 2011 el rendimiento de Lisa Sauermann se convirtió en el mejor en la historia de este torneo, señalándose que resolvió con acierto 23 de los 30 problemas que enfrentó en los cinco certámenes. Al 2023 se posiciona en el tercer lugar en el Salón de la Fama de la Olimpiada Internacional de Matemática.
En 2019 se doctoró en matemáticas en la Universidad Stanford. Desde 2021 es profesora en el MIT y su tema de investigación es la combinatoria extremal y probabilística.

## Premios y distinciones
- 2007-2011: cuatro medallas de oro y una de plata en la Olimpiada Internacional de Matemática.
- En 2011, cuando se encontraba en el 12° curso de la escuela secundaria Alexander-Nexö, en Dresde, fue galardonada con el premio "Franz Ludwig Gehe" por haber desarrollado un nuevo teorema con su solución.[7]
- 2020: Premio de tesis de la Asociación de Mujeres en Matemáticas.[8]
- 2021: Premio Europeo en Combinatoria.[9]